# Пимм, Уильям
Уильям Эдвин Пимм (англ. William Edwin Pimm; 10 декабря 1864, Лондон, Великобритания — 1952, Майами, США) — британский стрелок, чемпион и призёр летних Олимпийских игр.
Пимм принял участие в летних Олимпийских играх в Лондоне в четырёх дисциплинах по стрельбе из малокалиберной винтовки. Он стал чемпионом в командной стрельбе, а также занял шестые места в стрельбе лёжа и по подвижной мишени и 15-е в стрельбе по исчезающей мишени.
Затем Пимм снова участвовал в летних Олимпийских играх 1912 в Стокгольме в стрельбе из малокалиберной винтовки. Среди команд он стал чемпионом в стрельбе лёжа и серебряным призёром в стрельбе по исчезающей мишени, а среди отдельных спортсменов занял седьмое и десятое место в стрельбе по исчезающей мишени и из любой позиции соответственно.
Пимм был тестем другого олимпийского чемпиона по стрельбе из Великобритании Уильяма Стайлса.